# Stanisław Józef Tyszkowski
Stanisław Józef Tyszkowski herbu Gozdawa – podstoli brzeskolitewski od 1696 roku, horodniczy halicki już w latach 1693–1698.
Poseł powiatu brzeskolitewskiego na Walną Radę Warszawską 1710 roku.